# Jadenica
Jadenica (bułg. Яденица) – rzeka w południowej Bułgarii. 
Rzeka zaczyna się w Rile na wysokości 1992 m n.p.m., pod nazwą Kurtowsko dere. Na początku płynie na południe, po czym zakręca na wschód, a następnie na północny wschód w wąskiej, głębokiej dolinie, która rozdziela Riłę a Rodopy. Koło miejscowości Golamo Bełowo dolina rozszerza się, a po 3 km rzeka uchodzi do Maricy, na wysokości 317 m n.p.m. w Bełowie. Rzeka ma 26 km długości, średni przypływ 2,25 m³/s oraz powierzchnię dorzecza o wielkości 138 km², co stanowi 0,26% powierzchni dorzecza Maricy.
Do Jadenicy uchodzą: 
- lewe dopływy: Samarsko dere, Baczijsko dere, Sułtansko dere, Czawdarsko dere.

- prawe dopływy: Gjurczewodere, Bazeniszko dere, Jundołska reka, Skrijnica, Petrakiewo dere, Bełodowsko dere.

Rzeka przepływa przez 2 miejscowości: kolejno Golamo Bełowo, Bełowo.
Od Jadenicy wybudowano kanał, który przechodzi przez elektrownię wodną Czaira.